# جلدوم
الجِلْدُوم جنس نباتات بحرية من الحثيات الحمر. أنواعه المعروفة كثيرة منتشرة في جميع بحار البلاد الحارة والمعتدلة. كلاليبها صغيرة. سوقها فرقة. أوراقها ريشية متشعبة هلامية التركيب. خلاياها ثلاثية الطبقات ضمية التكّ. ألوانها تُراوح من الأحمر الباهت إلى الأرجواني العابق. جميعها مأكولة وتعد من التوابل الفاخرة.